# المسرجة

تعديل مصدري - تعديل

المسرجه هي إحدى قرى عزلة القارة بمديرية رصد التابعة لمحافظة أبين، بلغ تعداد سكانها 149 نسمة حسب تعداد اليمن لعام 2004.